# Eric Blum
Eric Blum, född 13 juni 1986 i Pfaffnau, är en schweizisk-japansk professionell ishockeyspelare som spelar för SC Bern i NLA. 
Blum har representerat Schweiz landslag i två VM: 2013 och 2014 där man lyckades vinna silver.

## Klubbar
- GCK Lions 2001–2006
- SCL Tigers 2006–2009
- Kloten Flyers 2009–2014
- SC Bern 2014–